# Rocher du Diamant
Rocher du Diamant (französisch Diamantfelsen) ist der Name einer kleinen Insel in der Karibik vor der Südwestküste Martiniques.

## Geographie
Der nur etwa 290 mal 324 Meter große Basaltfelsen (Fläche rund 7 Hektar) ragt schroff 175 Meter aus dem Meer empor. Er liegt 1,9 km südöstlich des Pointe du Diamant und 1,7 km von der nächsten Küste der Hauptinsel Martinique südlich des Dorfes l’Anse Caffar, und gehört zur Gemeinde Le Diamant.

## Geschichte
Der Felsen spielte eine Rolle in den Napoleonischen Kriegen. 1804 besetzen die Briten unter Samuel Hood die Insel und bauten sie zu einer Festung mit einer über 100 Mann starken Garnison und fünf Kanonen aus. Der Rocher du Diamant wurde sogar als Sloop HMS Diamond Rock ins Register der Royal Navy aufgenommen. 
Diese Batterie behinderte 17 Monate lang den Schiffsverkehr zwischen Martinique und St. Lucia. Erst der 1805 in die Karibik entsandte Admiral Pierre de Villeneuve bereitete die Rückeroberung der Insel vor. Die Befestigung des Rocher du Diamant wurde von einer französisch-spanischen Flotte aus 16 Schiffen angegriffen und die Zisternen wurden zerstört. Daraufhin ergab sich die britische Garnison am 3. Juni 1805.
Dieses Ereignis wurde später auch in Romanen verwendet, unter anderem in Ramage’s Diamond von Dudley Pope.